# Champlin (Nièvre)
Champlin település Franciaországban, Nièvre megyében. Lakosainak száma 42 fő (2022. január 1.). Champlin Chevannes-Changy, Arthel, Authiou, Bussy-la-Pesle, Champallement és Montenoison községekkel határos.

## Népesség
A település népességének változása:
| Lakosok száma | 39   | 39   | 41   | 39   | 39   | 39   | 40   | 41   | 42   |
|               | 2013 | 2015 | 2016 | 2017 | 2018 | 2019 | 2020 | 2021 | 2022 |